# Nokia N900
El Nokia N900 es un dispositivo de internet móvil y teléfono fabricado por la firma Nokia, basado en la plataforma Maemo, que sustituye al N810.
Fue presentado en el Nokia World, el 2 de septiembre de 2009 y fue puesto a la venta el 11 de noviembre de 2009 en los Estados Unidos y 9 países europeos. 
Ejecuta Linux Maemo 5v como sistema operativo y es el primero de los dispositivos Nokia basados en el microprocesador OMAP3 TI con núcleo ARM Cortex-A8. A diferencia de las Internet Tablets que le preceden, el Nokia N900 será el primer dispositivo Maemo en incluir la funcionalidad de teléfono (quad-band GSM y 3G UMTS). Tiene una cámara de 5 mega píxeles, un reproductor multimedia portátil y un dispositivo de Internet móvil con correo electrónico y navegación web. 
El N900 se lanzó con Maemo 5, dándole al dispositivo una interfaz táctil más amigable y una pantalla de inicio personalizada que mezcla iconos de aplicaciones con accesos directos y widgets. Maemo 5 es compatible con Adobe Flash Player 9.4, e incluye numerosas aplicaciones diseñadas específicamente para la plataforma móvil, como un nuevo Media Player táctil.

## Historia y disponibilidad
Este dispositivo fue anunciado el 17 de septiembre de 2008, durante una presentación del Dr. Ari Jaaksi de Nokia. Nuevas características fueron anunciadas para Maemo 5, como la conectividad bajo 3G/HSPA, procesador TI OMAP3 y soporte de cámaras de Alta Definición. No hubo noticias sobre la retrocompatibilidad con versiones anteriores de las Tabletas. El lanzamiento del Pre-alfa del SDK de Maemo 5 fue en diciembre de 2008, dirigido exclusivamente a la arquitectura OMAP3, se renovó la interfaz de usuario e incluyó soporte para la Aceleración de Gráficos por Hardware y otras funciones que no tenían las tabletas de Internet anteriores, como la conectividad móvil de datos y soporte de cámaras de alta definición. 
Las primeras fotografías y las especificaciones del N900, con nombre clave Rover salieron en mayo de 2009. La liberación de los documentos de aprobación de la FCC en agosto de 2009 confirmaron la existencia del dispositivo, ahora con un segundo nombre clave, RX-51.
El Nokia N900 se anunció oficialmente el 2 de septiembre de 2009 en Nokia World 2009 en Alemania. Nokia dice que es el paso número 4 de 5 en la línea de dispositivos de Maemo que comenzó en 2005 con el Nokia 770. 
El dispositivo fue inicialmente disponible en mercados seleccionados a partir de noviembre de 2009 (4 de diciembre en el Reino Unido) con un precio de € 200 en Finlandia, Alemania, Italia, Países Bajos y España, € 649 en Francia, 2.499 Zlt. en Polonia, en Suecia 599 kr y £ 499 en el Reino Unido, todos los precios incluyen el IVA pero con exclusión de las subvenciones. El precio de venta en el lanzamiento fue EE. UU. 649 dólares en los Estados Unidos excluyen las ventas de los impuestos y subsidios. Estará disponible en España a través de minoristas independientes en alrededor de C$ 800. Negro fue el único color disponible en el lanzamiento. Inicialmente, la disponibilidad era muy limitada, lo que retrasa aún más. La respuesta de Nokia ante esta situación era que había una mayor demanda de pre-compra de lo esperado.

## Datos de interés
Este dispositivo se puede emplear para la realización de jailbreak de la PS3.
El dispositivo recibe actualmente actualizaciones por parte de su comunidad de maemo.org donde aparte de firmware crean aplicaciones para el mismo estando disponibles para su descarga y permitiendo hacer uso del código libre para futuras colaboraciones.
El N900 tiene implementada una característica como la transmisión de audio a través de FM. Con esto, se puede escuchar el audio del N900 en la radio FM y con uso de otra aplicación transmitir voz en tiempo real.
Se considera al N900 como un dispositivo orientado a desarrolladores ya que varias veces se ha visto con un sistema alternativo al Maemo 5 con el que se comercializaba ya como es el caso de Android 2.2, 2.3.7, 4.0(Ice Cream Sandwich), MeeGo 1.1.,MeeGo 1.2.,Mac OS X 10.3, Windows 3.11,Windows 95, Kubuntu Mobile y Debian con el que puede hacer uso de la suite de Openoffice.
N900 permite la conectar uno o varios pendrive directamente a través del USB del móvil lo único necesario es un adaptador usb hembra-hembra para poder usar los cables de los periféricos.
También se han desarrollado varios emuladores para el N900 permitiendo correr algunas ROM de n64, vgb, Vgba y iNES.
Se puede usar como control multimedia de Xbox360.
Cuenta con repositorios de aplicaciones que permiten descargar gratuitamente aplicaciones y actualizaciones.